# Medellín
Medellín (localmente [mede'ʝin]), também conhecida como Medeline ou Medelim, é a segunda maior cidade da Colômbia e a capital do departamento de Antioquia. Está localizada no Vale do Aburrá, uma região central da Cordilheira dos Andes na América do Sul. De acordo com o Departamento Administrativo Nacional de Estatística, a cidade tinha uma população estimada em 2,5 milhões em 2017. Com sua área circundante que inclui nove outras cidades, a área metropolitana de Medellín é a segunda maior aglomeração urbana da Colômbia em termos de população e economia, com mais de 3,7 milhões de habitantes.
Em 1616, o espanhol Francisco Herrera Campuzano ergueu uma pequena aldeia ("poblado") conhecida como "São Lourenço de Aburrá" (San Lorenzo de Aburrá), localizada na atual comuna de El Poblado. No dia 2 de novembro de 1675, a rainha consorte Mariana da Áustria fundou a "Vila de Nossa Senhora da Candelária de Medellín" na região de Aná, que hoje corresponde ao centro da cidade) e foi a primeira a descrever a região como "Medellín". Em 1826, a cidade foi nomeada a capital do Departamento de Antioquia pelo Congresso Nacional da nascente República da Grande Colômbia, composta pela atual Colômbia, Venezuela, Equador e Panamá. Depois que a Colômbia conquistou sua independência da Espanha, Medellín tornou-se a capital do estado federal de Antioquia até 1888, com a proclamação da Constituição colombiana de 1886. Durante o século XIX, Medellín era um centro comercial dinâmico, primeiro exportando ouro e depois café.
No início do século XXI, a cidade recuperou o dinamismo industrial, com a construção do metrô de Medellín, liberalizou políticas de desenvolvimento, melhorou a segurança e melhorou a educação. Pesquisadores do Overseas Development Institute elogiaram a cidade como pioneira de um "modelo de desenvolvimento local" pós-Consenso de Washington. A cidade é promovida internacionalmente como um destino turístico e é considerada um tipo de cidade global gama pela Universidade de Loughborough. A Região Metropolitana de Medellín produz 67% do PIB do Departamento de Antioquia e 11% da economia da Colômbia. Medellín é importante para a região por suas universidades, academias, comércio, indústria, ciência, serviços de saúde, floricultura e festivais.
Em fevereiro de 2013, o Urban Land Institute escolheu Medellín como a cidade mais inovadora do mundo devido aos recentes avanços na política, educação e desenvolvimento social. No mesmo ano, Medellín foi anunciada como o destino preferido de negócios corporativos na América do Sul e ganhou o Prêmio Verónica Rudge de Urbanismo conferido pela Universidade de Harvard à Empresa de Desenvolvimento Urbano, principalmente devido ao Projeto de Desenvolvimento Integral do Noroeste da cidade. Em setembro de 2013, as Nações Unidas ratificaram a petição da Colômbia para sediar o 7º Fórum Urbano Mundial da UN-Habitat em Medellín, de 5 a 11 de abril de 2014. A pesquisa mais recente sobre o status global das Cidades Inteligentes da Indra Sistemas catalogou Medellín como uma das melhores cidades para se viver na América do Sul, dividindo o primeiro lugar com Santiago do Chile, e ao lado de Barcelona e Lisboa na Europa. Medellín venceu o Prêmio Cidade do Mundo Lee Kuan Yew 2016. O prêmio busca reconhecer e celebrar esforços para promover a inovação em soluções urbanas e desenvolvimento urbano sustentável.

## História

### Colonização espanhola

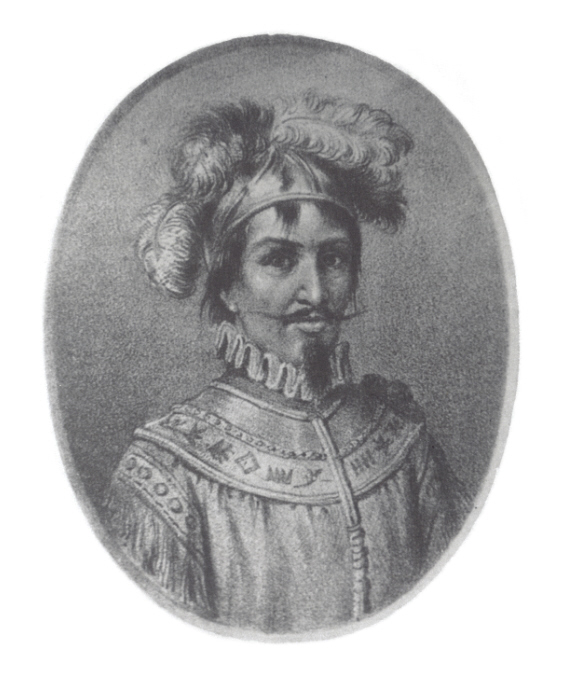
Jorge Robledo, o "Conquistador de Antioquia".

Em agosto de 1541, o marechal Jorge Robledo estava no local conhecido hoje como Heliconia quando viu à distância o que ele pensava ser um vale. Ele enviou Jerónimo Luis Tejelo para explorar o território e, durante a noite de 23 de agosto, Tejelo chegou à planície do que é hoje o Vale do Aburrá. Os espanhóis deram-lhe o nome de "Vale de São Bartolomeu", mas isso logo mudou para o nome nativo de Aburrá, que significa "Pintores", devido à decoração têxtil dos nativos.
Em 1574, Gaspar de Rodas pediu ao Cabildo de Antioquia por 10 quilômetros quadrados de terra para estabelecer rebanhos e uma fazenda no vale. O Cabildo concedeu-lhe 8 quilômetros quadrados de terra.
Em 1616, o visitante colonial Francisco de Herrera y Campuzano fundou um assentamento com 80 ameríndios, nomeando-o Poblado de San Lorenzo, hoje "El Poblado". Em 1646, uma lei colonial ordenou a separação de ameríndios de mestiços e mulatos, assim a administração colonial iniciou a construção de uma nova cidade em Aná, hoje Parque Berrío, onde a igreja de Nuestra Señora de la Candelaria de Aná foi construída. Três anos depois, os espanhóis iniciaram a construção da Basílica de Nossa Senhora da Candelária, reconstruída no final do século XVIII.

### Crescimento

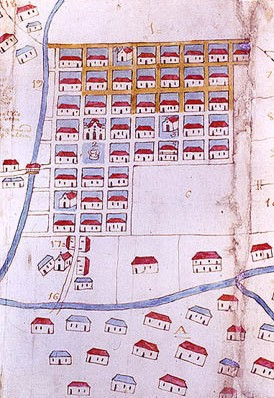
Mapa de Medellín em 1791.

Depois de 1574, com Gaspar de Rodas estabelecido no vale, a população começou a crescer. De acordo com os registros da Igreja de San Lorenzo, seis casais se casaram entre 1646 e 1650 e 41 entre 1671 e 1675. As minas de ouro desenvolvidas a nordeste de Antioquia precisavam de suprimento de alimentos da agricultura nas proximidades. O Vale do Aburrá estava em uma posição estratégica entre as minas de ouro e a primeira capital provincial de Antioquia, Santa Fe de Antioquia.
A capital da província, Santa Fe, começou a perder importância e gradualmente se tornou pobre, com o comércio e personalidades proeminentes da região chegando ao Vale do Aburrá, onde famílias ricas começaram a comprar terras. Logo, os primeiros colonos pediram a criação de um Cabildo (conselho) no vale, obtendo assim um governo separado de Santa Fe. O governo de Santa Fe lutou contra isso, mas Mariana da Áustria assinou o decreto criando o Cabildo em 22 de novembro de 1674. O governador Miguel de Aguinaga proclamou o decreto real em 2 de novembro de 1675. A nova cidade recebeu o título de Villa de Nuestra Señora de la Candelaria.

## Geografia
Medellin está localizado no centro geográfico do Vale da Aburrá, sobre as montanhas centrais da Cordilheira dos Andes. A cidade tem uma área total de 380,64 km² dos quais 110,22 km² é área urbana e 270,42 km² e área rural. Topograficamente a cidade é uma ladeira que desce a partir de 1 800 a 1 500 metros acima do nível do mar. O rio Medellin que corre direção sul-norte.

### Clima
O clima é equatorial de montanha, com baixa amplitude térmica e temperaturas amenas no decorrer do ano. A média anual de chuva é de 1 656 mm.
| Dados climatológicos para Medellín | Dados climatológicos para Medellín | Dados climatológicos para Medellín | Dados climatológicos para Medellín | Dados climatológicos para Medellín | Dados climatológicos para Medellín | Dados climatológicos para Medellín | Dados climatológicos para Medellín | Dados climatológicos para Medellín | Dados climatológicos para Medellín | Dados climatológicos para Medellín | Dados climatológicos para Medellín | Dados climatológicos para Medellín | Dados climatológicos para Medellín |
| Mês                                | Jan                                | Fev                                | Mar                                | Abr                                | Mai                                | Jun                                | Jul                                | Ago                                | Set                                | Out                                | Nov                                | Dez                                |                                    |
| ---------------------------------- | ---------------------------------- | ---------------------------------- | ---------------------------------- | ---------------------------------- | ---------------------------------- | ---------------------------------- | ---------------------------------- | ---------------------------------- | ---------------------------------- | ---------------------------------- | ---------------------------------- | ---------------------------------- | ---------------------------------- |
| Temperatura máxima média (°C)      | 28,1                               | 28,5                               | 28,5                               | 27,9                               | 27,8                               | 28,1                               | 28,6                               | 28,5                               | 28                                 | 27,2                               | 27,3                               | 27,6                               |                                    |
| Temperatura mínima média (°C)      | 16,1                               | 16,3                               | 16,7                               | 17                                 | 17                                 | 16,6                               | 16,1                               | 16,3                               | 16,2                               | 16,3                               | 16,4                               | 16,3                               |                                    |

## Demografia

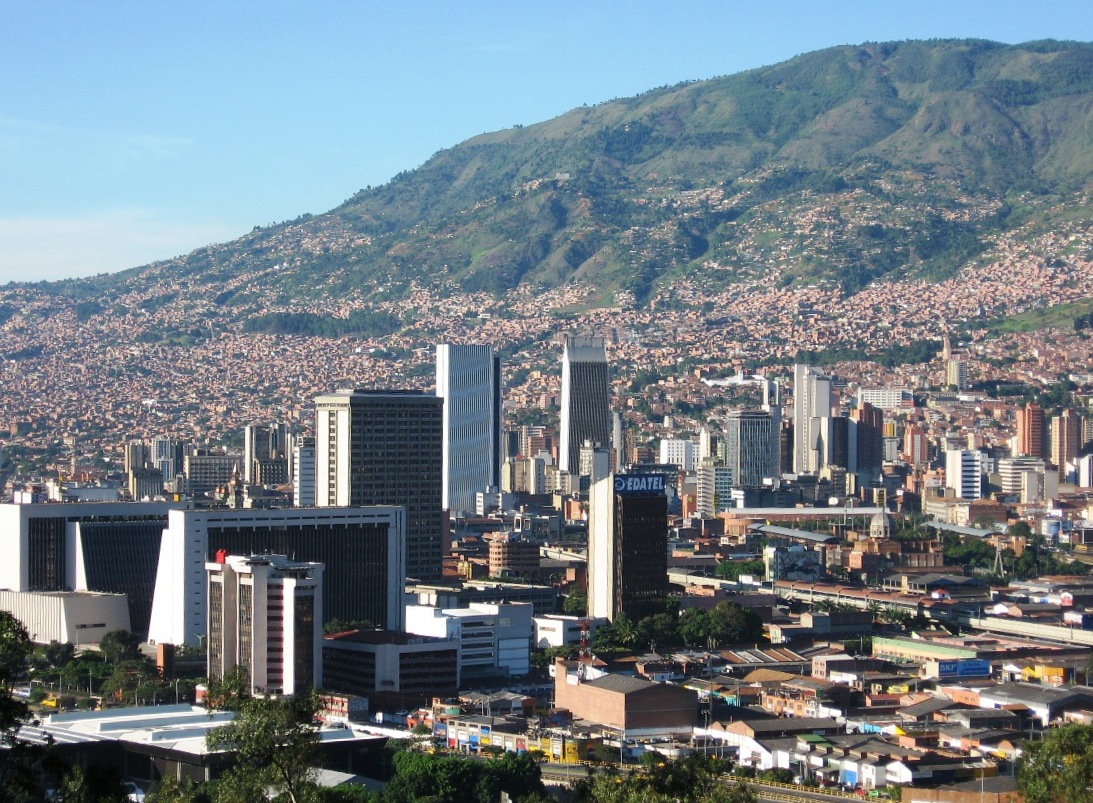
Vista geral do centro.

O Vale do Aburrá contém 58% da população do Departamento de Antioquia e 67% da população do Vale do Aburrá vive na cidade de Medellín. Dos habitantes de Medellín, 61,3% nasceram na cidade, 38% em outras partes da Colômbia e 0,3% em outro país.
De acordo com o Departamento Administrativo Nacional de Estatística, Medellín tinha, em 2005, uma população de 2 223 078 habitantes, tornando-se a segunda maior cidade da Colômbia. A área metropolitana de Medellín em 2005 incluía 3 312 165 habitantes. Existem 5 820 pessoas por quilômetro quadrado na cidade, sendo que 46,7% da população é do sexo masculino e 53,3% do sexo feminino. O analfabetismo atinge de 9,8% dos habitantes com mais de 5 anos de idade. 98,8% dos domicílios em Medellín têm eletricidade, 97,3% têm água potável e 91% têm telefone fixo.
Segundo o censo do DANE de 2005, naquele ano Medellín registrou 33 307 nascimentos, pouco menos que em 2004 (33 615). Em 2005, o número de mortes foi de 10 828, em 2004, 11 512. Segundo dados apresentados pelo censo do DANE 2005, a composição etnográfica da cidade é: negros, mulatos, afro-colombianos ou afrodescendentes (6,5%); ameríndios indígenas (0,1%) e nenhuma afiliação étnica (93,4%).

### Criminalidade

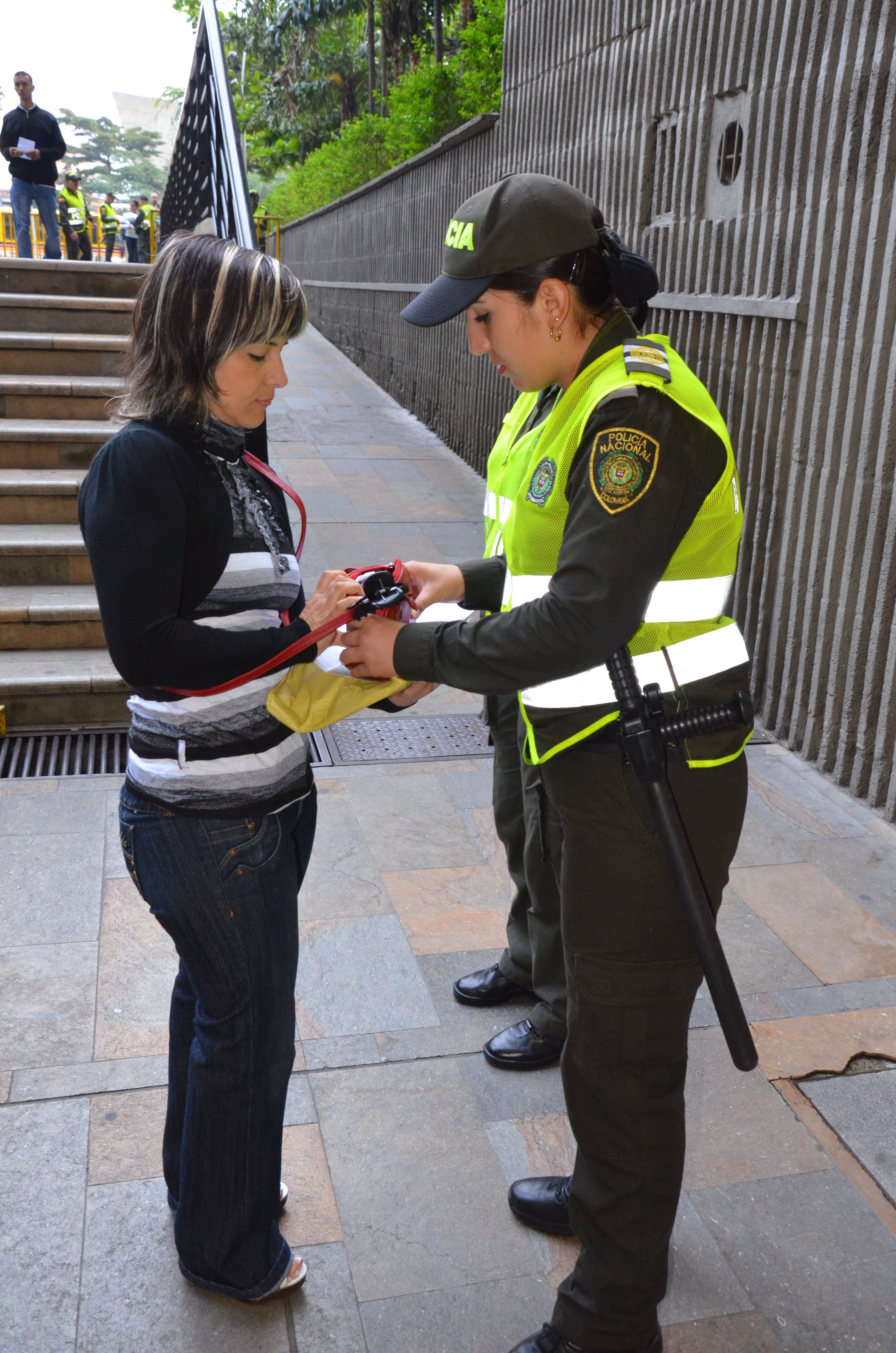
Membro da Polícia Nacional da Colômbia.

Medellín já foi conhecida como a cidade mais perigosa do mundo, como resultado de uma guerra urbana desencadeada pelos cartéis de drogas no final dos anos 1980. Como a casa do Cartel de Medellín financiado por Pablo Escobar, a cidade foi vítima do terror causado pela guerra entre a organização dirigida por Escobar e organizações concorrentes como "El Cartel del Valle". No entanto, após a morte de Escobar, as taxas de criminalidade na cidade diminuíram drasticamente. Medellín é agora considerada mais seguro do que as cidades estadunidenses de Baltimore, St. Louis, Detroit e Nova Orleans, que aparecem na lista de cidades por taxa de homicídios.
Ao longo dos anos 1990, as taxas de criminalidade permaneceram relativamente altas, embora declinassem gradualmente. Em outubro de 2002, o presidente Álvaro Uribe ordenou que os militares realizassem a "Operação Orion", cujo objetivo era desmantelar as milícias urbanas das FARC e da AUC. Entre 2003 e 2006, a desmobilização das milícias urbanas remanescentes das AUC foi concluída, com mais de 3 000 homens armados desistindo do combate.
No entanto, após a dissolução dos principais grupos paramilitares, sabe-se que muitos membros dessas organizações se reorganizaram em bandos criminosos conhecidos comumente como Águilas Negras ("Águias Negras"). Esses grupos ganharam notoriedade em Medellín por convocar toques de recolher para a população menor de idade e são conhecidos por distribuir panfletos anunciando a limpeza social de prostitutas, viciados em drogas e alcoólatras. A extradição do líder paramilitar Don Berna parece ter desencadeado uma onda de crimes com um aumento acentuado nos assassinatos.

## Governo e política

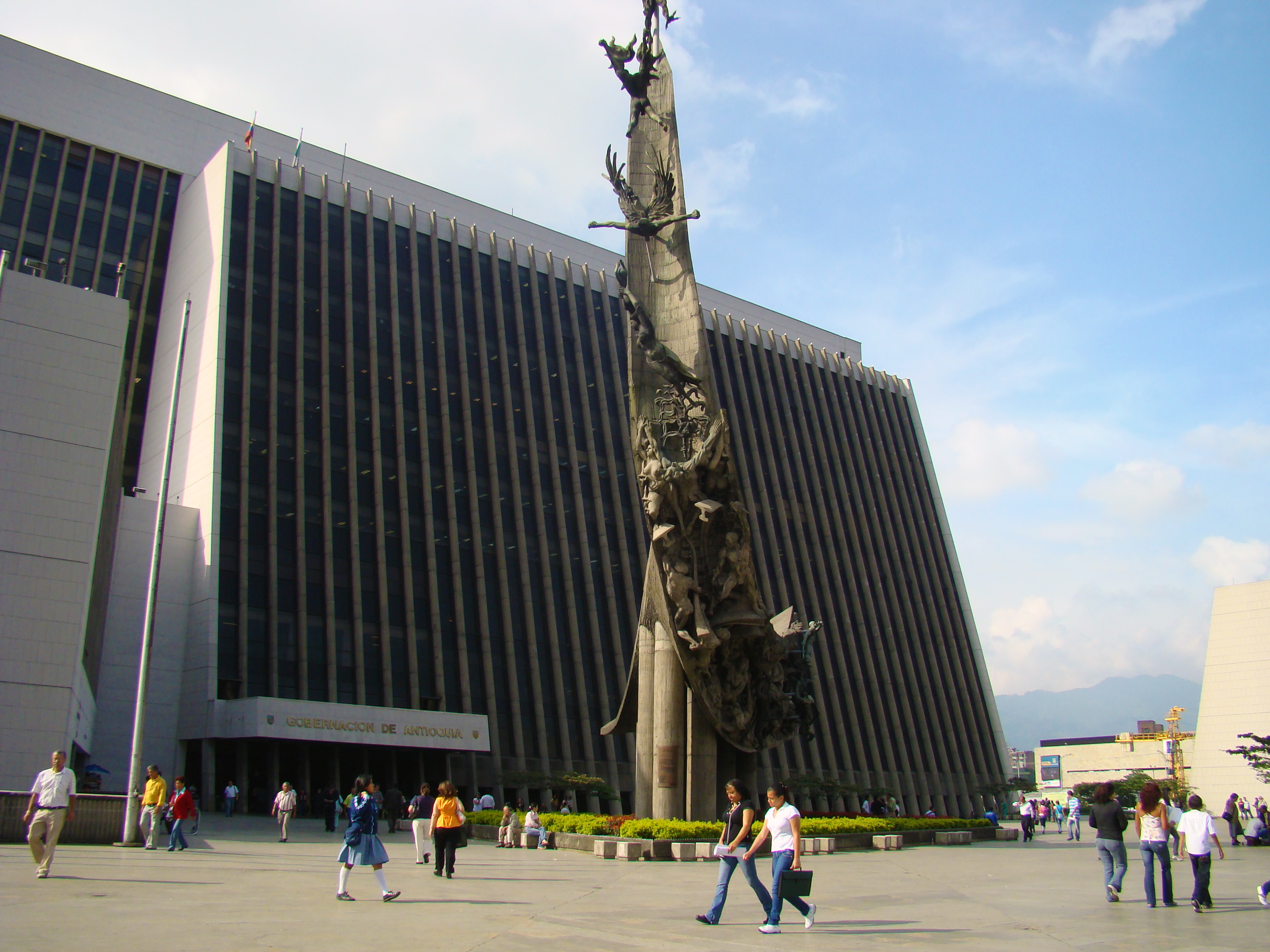
Sede do governo de Antioquia.

O governo da cidade de Medellín é dividido em ramos executivo e legislativo. O prefeito da cidade (Alcalde) é eleito publicamente por um mandato de quatro anos (assim como o presidente e o governador de qualquer outro departamento na Colômbia).

### Cidades-irmãs
- Barcelona, Espanha.
- Bilbau, Espanha.
- Buenos Aires, Argentina.
- Chapecó, Brasil
- Fort Lauderdale, Estados Unidos.
- Maracay, Venezuela.
- Milão, Itália.
- Monterrei, México.
- Miami, Estados Unidos.
- Distrito Metropolitano de Quito, Equador.
- Rio de Janeiro, Brasil
- Tacuarembó, Uruguai.
- Saragoça, Espanha.

### Condecorações
- Ordem Nacional do Cruzeiro do Sul, Brasil (2016)[25]

## Economia

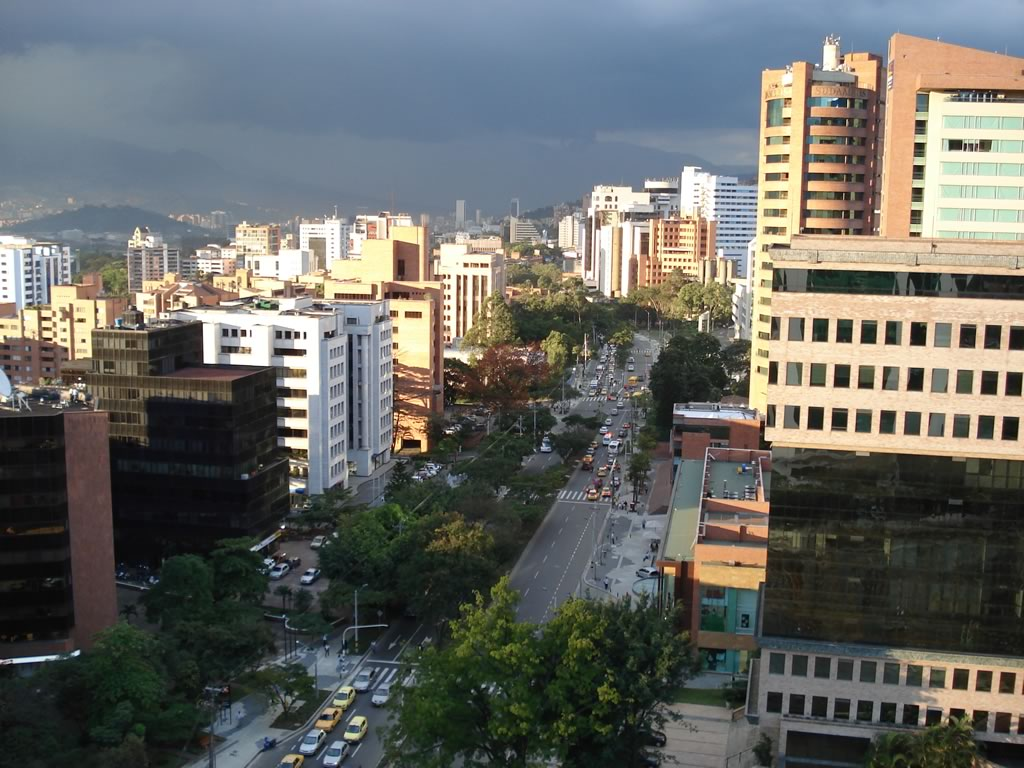
Avenida El Poblado, um dos principais centros financeiros da cidade, localizada no sudeste de Medellín

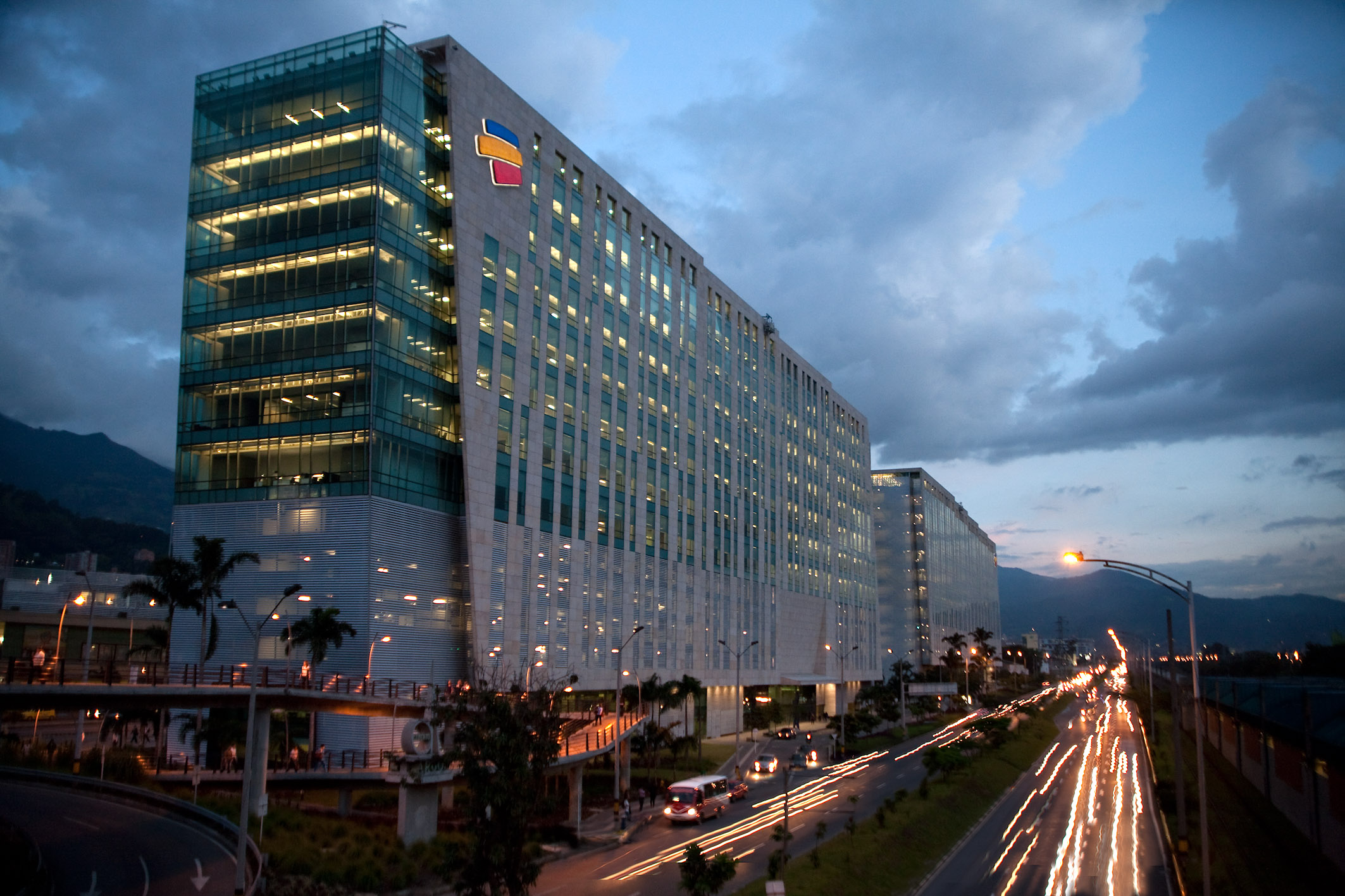
Sede do Bancolombia.

Medellín é um dos centros econômicos do país. Sua economia é liderada por um poderoso grupo de pessoas do setor privado conhecido como Grupo Empresarial Antioqueño. O grupo era antigamente conhecido como Sindicato Antioqueño (União Antioquense), mas depois de ter sido confundido no exterior com um sindicato trabalhista, o que prejudicou seu crescimento internacional por muitos anos, um novo nome formal foi escolhido. É representado por David Bojanini, chefe do Grupo Suramericana (conglomerado bancário e de seguros); Carlos Ignacio Gallego, do Grupo Nutresa (indústria alimentícia); José Alberto Velez, da Cementos Argos (uma empresa multinacional de cimento); e Carlos Raúl Yepes, chefe do Bancolombia. Este grupo tem uma capitalização de mercado agregada de aproximadamente 17 bilhões de dólares e emprega mais de 80 mil colombianos.
A área metropolitana de Medellín contribui com 67% do PIB total do departamento de Antioquia e 11% da economia da Colômbia. A região é o segundo maior polo econômico da Colômbia. Em 2005, o PIB de Antioquia era superior a 14,7 bilhões de dólares e a principal província exportadora da Colômbia. O Vale do Aburrá é a maior economia da província e seu PIB foi de 7,8 bilhões de dólares.
Medellín criou o primeiro cluster industrial colombiano. A cidade é a principal região exportadora do país, com 1 750 empresas exportadoras baseadas nela. O cluster foi criado com o apoio da Câmara de Comércio e a Prefeitura para um total de 21 mil empresas que compartilham 40% do total das exportações, 25% do PIB regional e 40% do emprego na área metropolitana. As principais atividades econômicas do Cluster de Medellín (MC) estão na geração de eletricidade, têxtil, design de moda, construção, turismo e negócios.
De acordo com dados divulgados pela Missão para a Medição das Séries de Emprego, Pobreza e Desigualdade, em novembro de 2009, a taxa de pobreza em Medellín e sua área metropolitana foi reduzida em 22,5%, de 49,7% para 38,5% no período de 2002 a 2008. Similarmente, a taxa de pobreza diminuiu em 25,2%, de 12,3% para 9,2%. Estes resultados estão de acordo com o aumento da cobertura de serviços básicos como saúde, educação e serviços públicos na cidade. Em 2014, a taxa de pobreza diminuiu para 14,7% e a pobreza extrema para 2,8%.
A taxa de desemprego em Medellín e sua área metropolitana, como tem sido o caso da Colômbia como um todo, diminuiu na última década. Segundo dados do Departamento Nacional de Estatística (DANE), o desemprego em Medellín e sua área metropolitana foi reduzido em 25%, de 14,1% em 2005, logo acima da média nacional, para 10,6% em 2015, acima da média nacional de 9,9%. No entanto, segundo o DANE, em 2014, Medellín se destacou como uma das cidades mais desiguais da Colômbia, com um coeficiente de Gini de 0,506.

## Infraestrutura

### Educação

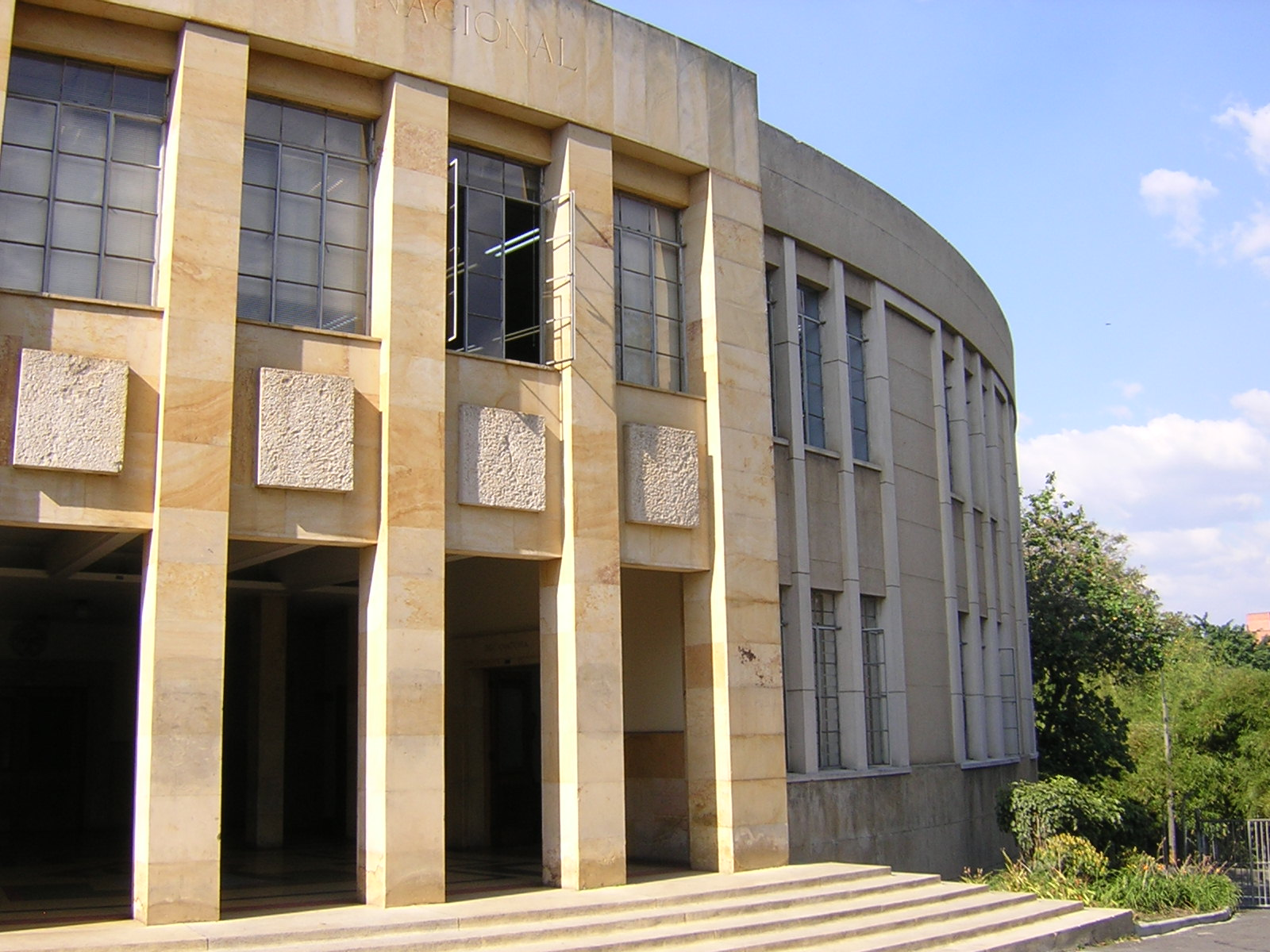
Universidad Nacional de Colombia

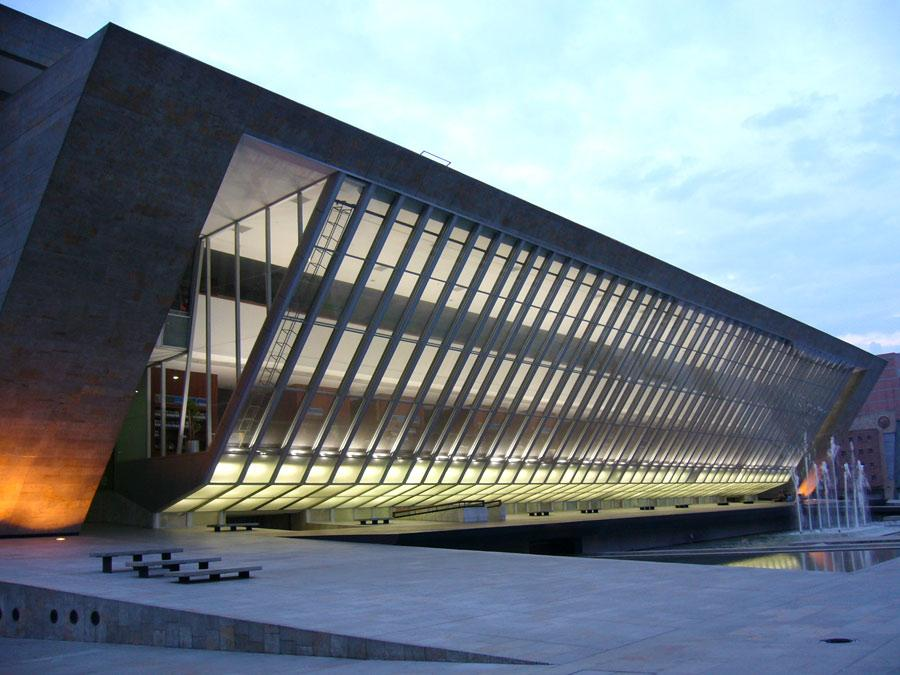
Biblioteca EPM, localizada no centro de Medellín

É uma cidade universitária por excelência, com mais de 130 000 estudantes do ensino superior em cerca de 35 instituições de ensino superior, incluindo públicas e privadas.
Principais universidades
- Universidad de Antioquia (pública)
- Universidad Nacional de Colombia (pública)
- Universidad EAFIT (privada)
- Universidad Pontificia Bolivariana (privada)
- Universidad de Medellín (privada)
- Universidad de San Buenaventura (privada)
- Universidad Santo Tomás (privada)
- Colegio Mayor de Antioquia (pública)
- Instituto Tecnológico Metropolitano, ITM (pública)
- Politecnico Colombiano Jaime Isaza Cadavid (pública)
- Corporación Instituto de Bellas Artes
- Servicio Nacional de Aprendizaje, SENA (pública)

Bibliotecas
Medellin e sua Região Metropolitana tem uma rede de bibliotecas, um conjunto de bibliotecas ligadas para partilhar recursos, esforços, conhecimentos e experiências para melhorar as condições educacionais e culturais das comunidades que servem. A rede é composta de 36 bibliotecas das quais 24 estão em Medellin.
Principais bibliotecas:
- Biblioteca Pública Piloto
- Biblioteca EPM
- Biblioteca Planeación Metropolitana
- Biblioteca Présbitero José Luis Arroyave
- Biblioteca León de Greiff
- Biblioteca Tomás Carrasquilla
- Biblioteca España

### Saúde

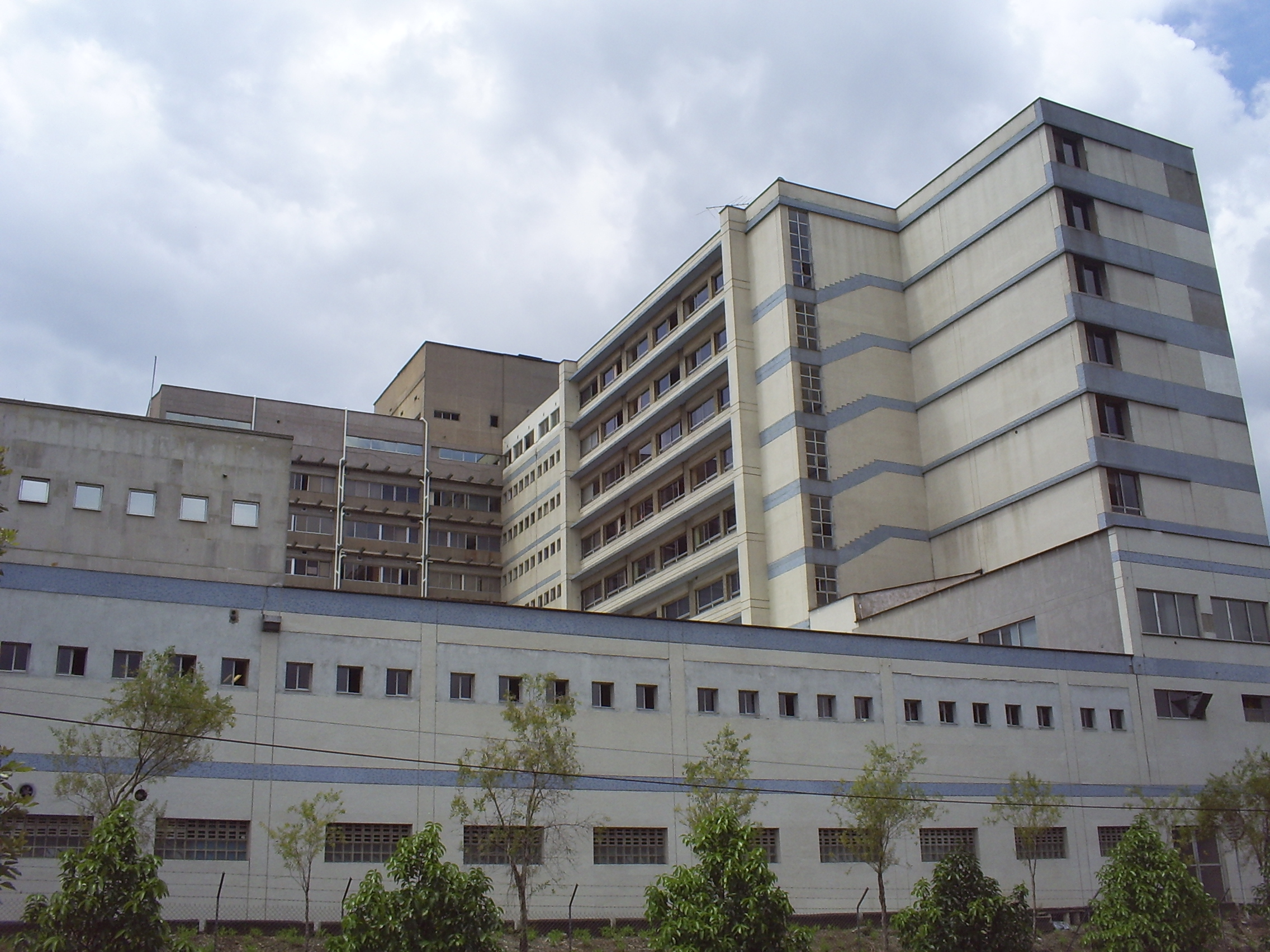
Hospital Pablo Tobón Uribe

Medellín é considerada uma cidade de pesquisa de ponta em medicina na Colômbia, sendo um expoente de operações cirúrgicas avançadas no país e na América Latina. Clínicas de saúde e centros odontológicos em Medellín tornaram-se pioneiros na oferta de serviços de alta qualidade em diversas áreas médicas. O Hospital Universitário San Vicente de Paul, o Hospital Pablo Tobon Uribe e a Clínica Cardiovascular Santa Maria receberam reconhecimento nacional e internacional como pioneiros no transplante de órgãos.
A revista América Economía classificou Medellín como tendo oito dos 100 melhores hospitais e clínicas da América Latina. Seu hospital mais bem classificado foi o Hospital Pablo Tobon Uribe, que ficou em sétimo lugar em 2014.
Centros de saúde especializados, como os hospitais da Fundação San Vicente, foram reconhecidos com a categoria Silver da certificação LEED. Este é o único hospital fora dos Estados Unidos a obter essa certificação. Entre as universidades mais reconhecidas, com notável trabalho de pesquisa em medicina, estão a Universidade de Antioquia, a Universidade CES, e a Universidade UPB.

### Transportes

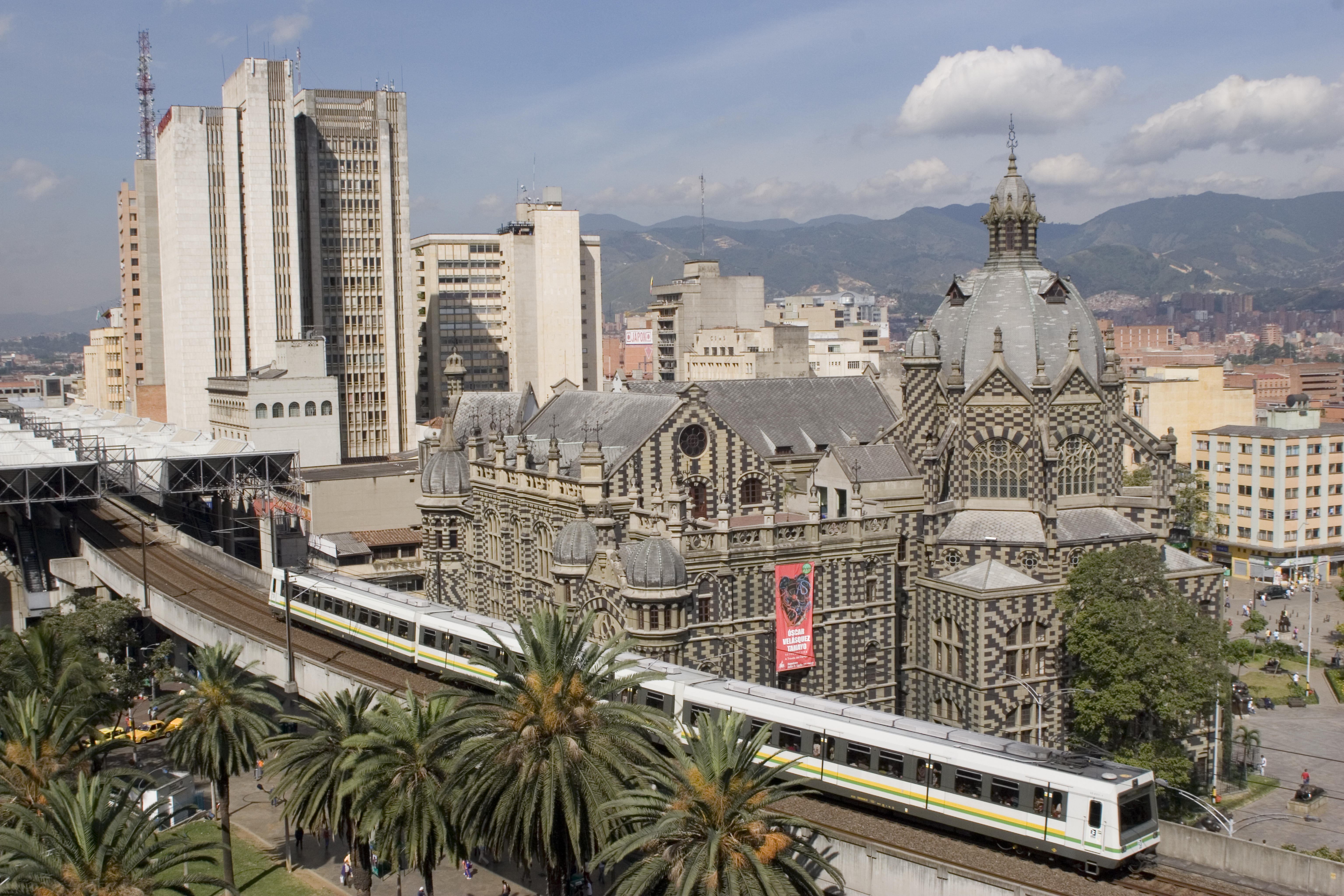
Metrô de Medellín.

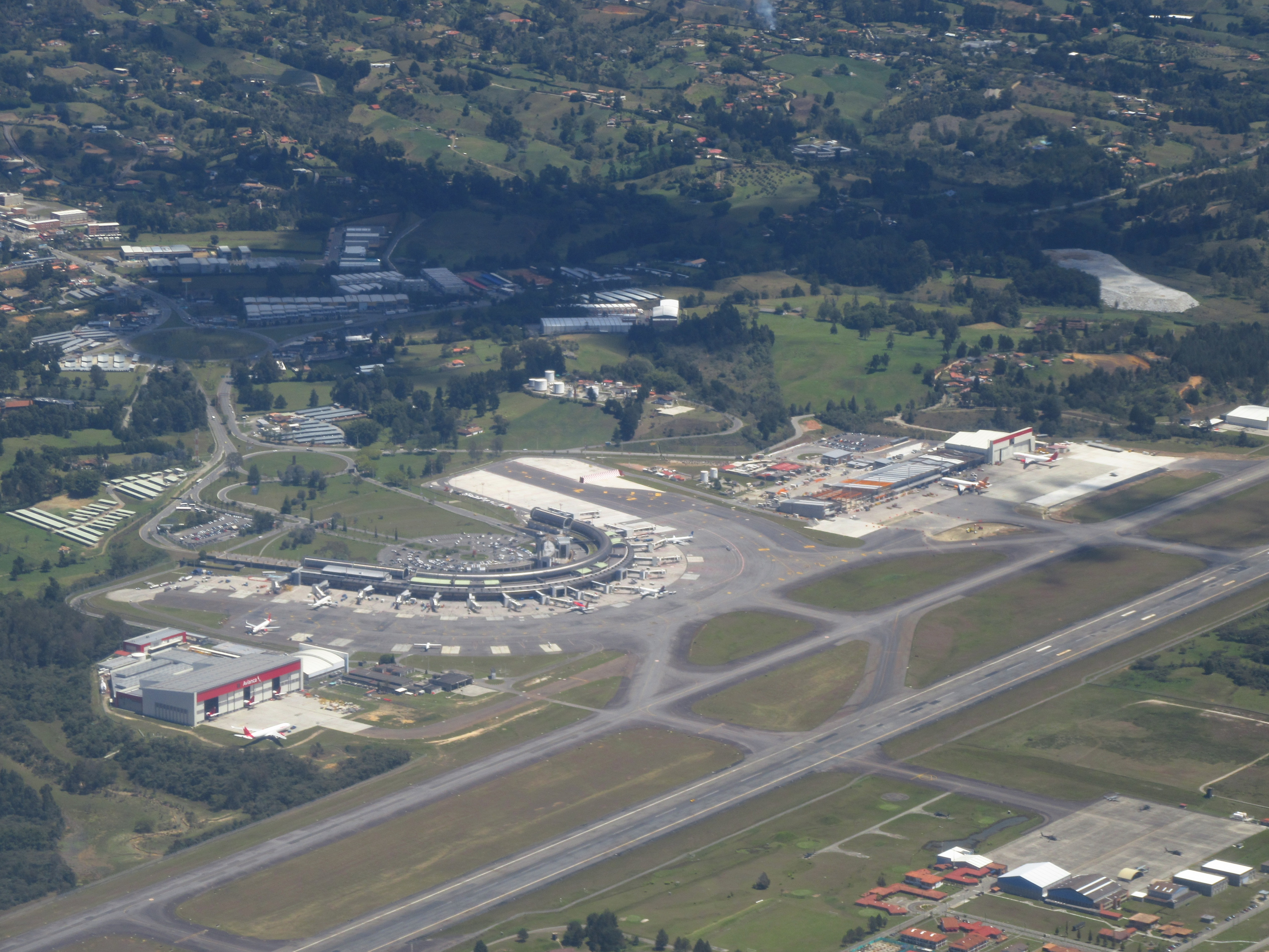
Aeroporto Internacional José María Córdova.

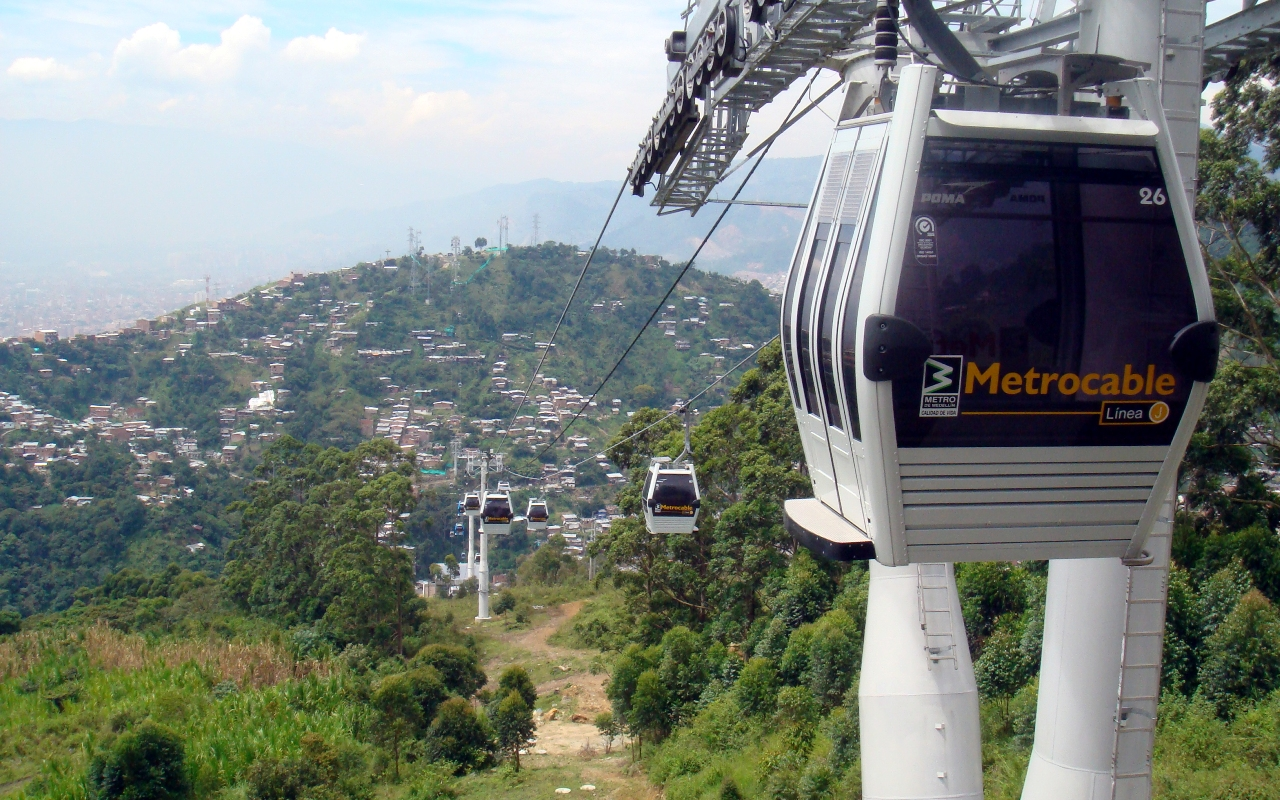
Metrocable de Medellín.

Medellín possui um aeroporto doméstico, o Aeroporto Olaya Herrera (EOH), e um aeroporto doméstico e internacional, o Aeroporto Internacional José María Córdova, localizado na cidade de Rionegro, a 29 quilômetros a leste da cidade de Medellín. Em 2012, a rota de voo doméstico mais movimentada era entre o Aeroporto de Jose Maria Cordova e Bogotá, enquanto a rota internacional mais movimentada era entre o Aeroporto de Jose Maria Cordova e a Cidade do Panamá. O Aeroporto José María Córdova recebe voos internacionais de transportadoras importantes, como American Airlines, Copa Airlines, JetBlue e Lan Airlines, o que torna a cidade acessível a partir de muitas regiões da América. A Avianca, a companhia aérea de bandeira da Colômbia, também tem uma atividade importante neste aeroporto.
O sistema de transporte público da cidade inclui ônibus a diesel, táxis, bonde e um trem urbano chamado Metrô de Medellín, o único sistema de metrô da Colômbia. O metrô conecta a cidade com a maior parte de sua área metropolitana e tem cinco linhas. A linha A vai de Niquía a La Estrella (norte a sul), enquanto a linha B vai de San Antonio a San Javier (centro a oeste). Além disso, a Linha K e a Linha J, um teleférico aéreo, conhecido localmente como Metrocable, atendem a uma área deprimida e geograficamente difícil. A linha K começa na estação Acevedo, na linha A do metrô, e continua subindo, terminando em Santo Domingo Savio. A linha J começa na estação de San Javier, na linha B do metrô, e continua subindo a colina até La Aurora. A linha L não atende a áreas comuns, mas é uma linha orientada para o turista que está conectada ao Parque Arví e faz parte de um projeto social para levar retiros e natureza às massas.
Em 2006, começou a construção da Metroplús, um serviço de transporte rápido em ônibus com via exclusiva, muito parecido com o TransMilenio de Bogotá, para permitir trânsito mais rápido para os ônibus do serviço. A primeira linha abriu dois anos depois do planejado, em 2011, e a segunda foi inaugurada em 2013.
A quantidade média de tempo que as pessoas gastam com o transporte público em Medellín, por exemplo, de ida e volta do trabalho, em um dia de semana é de 66 min. 12% dos passageiros do transporte público, viajam por mais de 2 horas todos os dias. A quantidade média de tempo que as pessoas esperam em uma parada ou estação para o transporte público é de 11 min, enquanto 14% dos passageiros esperam por mais de 20 minutos em média todos os dias. A distância média que as pessoas costumam percorrer em uma única viagem com transporte público é de 5,9 km, enquanto 5% viajam por mais de 12 km em uma única direção.

## Cultura

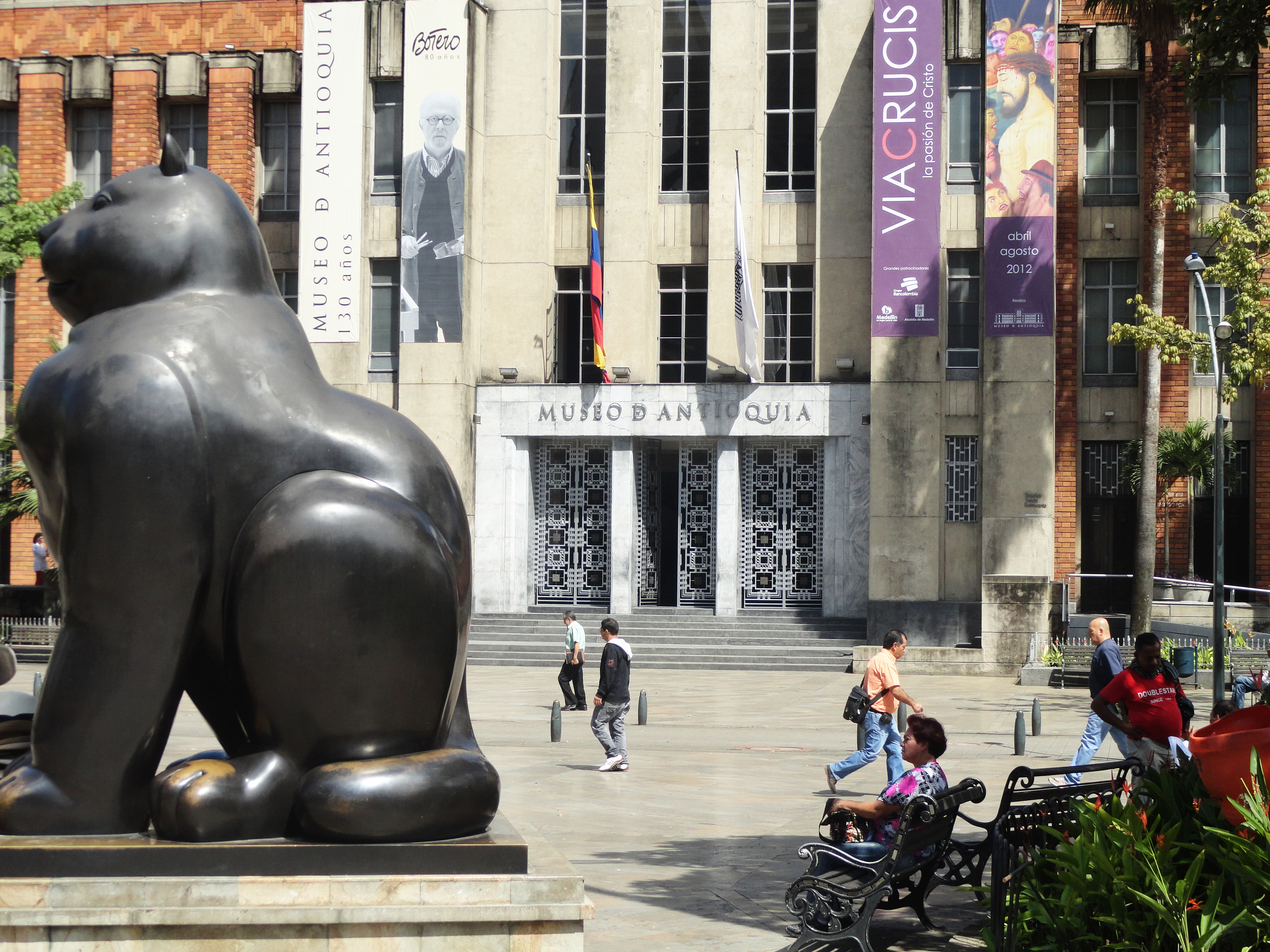
Estátua de Fernando Botero em frente ao Museu de Antioquia.

### Museus
Medellín tem cerca de 40 galerias, que são uma das principais atrações da cidade. Alguns dos principais museus incluem o seguinte. O Museu de Antioquia é o mais famoso dos museus de Medellín. Foi o segundo museu fundado na Colômbia e o primeiro no departamento de Antioquia. Está localizado no coração da antiga prefeitura, ao lado da Praça Botero.
O Museu de Arte Moderna de Medellín (MAMM), fundado em 1978, possui uma valiosa coleção de arte contemporânea que inclui esculturas, montagens, pinturas, fotografias e gravuras de artistas locais e estrangeiros. Uma de suas maiores atrações é a coleção de quase todas as obras da pintora antioquiana Débora Arango. Outra de suas principais atrações é a projeção do cinema-arte. Também é sede da Bienal Internacional de Vídeo em setembro.

### Esportes

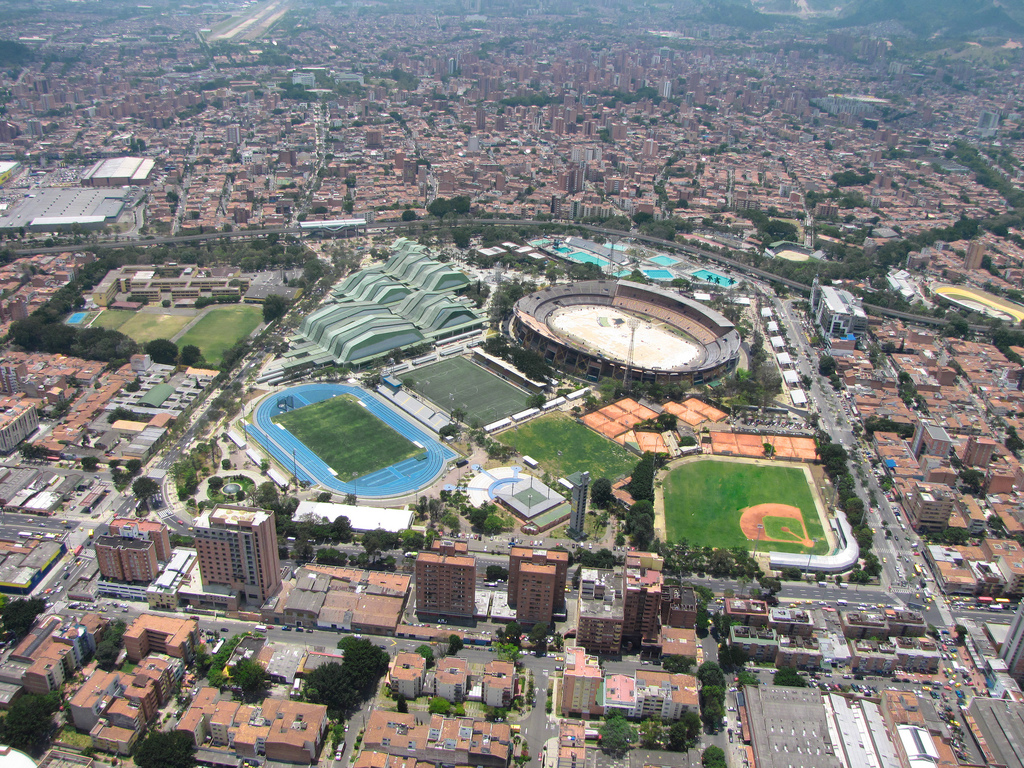
Complexo Esportivo Atanasio Girardot.

O futebol é o esporte mais popular e é amplamente praticado na cidade. Medellín possui dois clubes profissionais: o Atlético Nacional, fundado em 1935, e o Independiente Medellín, fundado em 1913. Ambas as equipes jogam no estádio Atanasio Girardot. A cidade tem um legado de futebol graças a notáveis jogadores como René Higuita, Iván Córdoba, Andrés Escobar e Víctor Aristizábal, entre muitos outros. Outros notáveis esportistas da cidade são o golfista profissional e jogador do PGA Tour, Camilo Villegas e o piloto Roberto Guerrero.
Um esporte popular em Medellín, e geralmente em toda a Antioquia, é a cavalgada; por isso, estimulou o comércio e a produção de ferramentas e equipamentos para essa atividade, como cadeiras e ferraduras para exportação. Durante o Festival das Flores, as cavalgadas alcançaram o Recorde Mundial do Guinness Book em 1996 e 1999. A cidade também possui duas equipes profissionais de basquete: os Arrieros de Antioquia e a Academia Mountain.
O Complexo Esportivo Atanasio Girardot é o principal complexo esportivo da cidade. Abrange uma área de 280 000 metros quadrados e inclui campos e estádios para prática e competição de 34 esportes. Esta é a sede da maioria das ligas esportivas profissionais em Medellín. O complexo esportivo já sediou vários eventos, incluindo a Copa do Mundo FIFA Sub-20 de 2011, os Jogos Sul-Americanos de 2010 e a Copa América de 2001.